# Biskupice (Zlín)
Biskupice é uma comuna checa localizada na região de Zlín, distrito de Zlín.